# Con le pive nel sacco
Con le pive nel sacco è un'espressione italiana, spesso utilizzata in congiunzione con forme verbali predefinite, come nelle frasi «ritornare, rimanere, ritirarsi con le pive nel sacco»; è una polirematica (modo di dire) che significa «con delusione e umiliazione per non aver ottenuto ciò che si voleva».

## Ipotesi sull'origine
Il termine "pive" è una designazione generica per vari strumenti musicali a fiato come il piffero e in particolare la cornamusa.
Il detto deriverebbe dall'antica usanza militare ancora diffusa di suonare la tromba o la cornamusa durante le marce di trionfo dopo una vittoria.
In caso di sconfitta l'esercito si ritirava invece in silenzio, senza suonare gli strumenti musicali che rimanevano chiusi negli appositi sacchetti di custodia oppure negli zaini dei soldati ("nel sacco").
Una seconda ipotesi vede invece l'origine del modo di dire in un'usanza tipica del periodo natalizio, quando gli zampognari girano per il paese suonando cornamuse, zampogne o ciaramelle per raccogliere denaro alle porte delle case.
Anticamente si accettavano anche doni di altro tipo, come cibo e vestiti, che venivano riposti in un sacco di iuta.
Se si ricevevano pochi doni, nel sacco semivuoto c'era abbastanza spazio per mettere anche le pive.

## Citazioni
- "Con le facce tese tutti incazzati neri / e con le pive nel sacco / persi in queste strade che sembrano sentieri / stanotte niente di fatto" (883, Rotta x casa di Dio)
- Son peggio di Ercolino / quante pive c'ho nel sacco / oh oh oh oh / che centrattacco!" (Quartetto Cetra, Che centrattacco!)
- "Lo stranier con le pive nel sacco / per vergogna è partito in gran fretta." (La pietra del paragone, melodramma giocoso. Atto II, scena I. Libretto di Luigi Romanelli, musica di Gioachino Rossini. Prima esecuzione: 26 settembre 1812, Milano, Teatro alla Scala).
- "Savelli riceverebbe solo una reazione indignata e risentita da Foster e se ne andrebbe con le pive nel sacco."  (L'isola dei morti, Valerio Massimo Manfredi, pp. 31)